# 좀비드럭
《좀비드럭》(The Evil In Us)는 2016년에 개봉한  공포 영화이다. 제이슨 윌리엄 리가 감독 및 각본을 맡았다. 뎁스 하워드가 출연한다.

## 출연
- 뎁스 하워드 - 브리
- 타티아나 포리스트 - 조
- 리 토마스체프스키 - 패트리시아 브린
- 마리나 파스쿠아 - 록산느 부샤르